# Teatro invisible
Teatro Invisible es una forma de teatro social y político, representada en un contexto real fuera del escenario, como la calle o un centro comercial, en la que el público no identifica a los actores como tales. Al contrario que en el teatro callejero no se solicita ninguna propina ni pago. Se reconoce generalmente a Augusto Boal como la persona que lo desarrolló originalmente como su  Teatro del Oprimido , que se centró en la opresión y cuestiones sociales durante su estancia en Argentina en los años 70. Más tarde desarrolló el Teatro Foro, en el que el público suplanta a los actores en lo que pueden hacer para hallar posibles soluciones al conflicto.
El Teatro invisible se ofrece a la gente que normalmente no tendría la oportunidad de contemplar obras de teatro, aunque muchas veces no se den cuenta de que están ante una. El Teatro invisible puede llevarse a cabo para ayudar a los actores a expresarse públicamente de forma similar al grafiti o a una manifestación política. De la misma forma, puede otorgar a los actores una excelente manera de ponerse en la piel de sus personajes y ver cómo la gente reacciona ante ellos y sus acciones. Normas básicas son: ensayar mucho la obra con los actores para que puedan estar preparados según las intervenciones de la gente, no llegar a decir nunca la verdad al público y evitar la intervención policial y la violencia. Nunca es una cámara oculta. La finalidad no es entretener, sino reflexionar sobre el tema en cuestión.

## Comparación con elhappening
Los Happening son eventos que ocurren por un momento breve de tiempo y están planeados con anterioridad. Se utilizan para crear conciencia sobre un tema sin que el público sepa lo que está sucediendo. Asimismo, este tipo eventos artísticos performativos tienen lugar por lo general en departamentos, calles o callejones. Los happenings son generalmente secuencias de comandos, pero el público no es consciente de ello.
Boal es bastante claro en su libro Técnicas latinoamericanas de teatro popular al decir que el teatro invisible y el happening son cosas distintas: "El teatro invisible no debe ser confundido con el happening, que es un hecho teatral insólito, caótico, en que todo puede ocurrir, anárquicamente."

## Practicantes importantes
- Augusto Boal
- Forn de teatre Pa'tothom (www.patothom.org / www.cto.patothom.org)